# Komisja Prawa Europejskiego
Komisja Prawa Europejskiego - komisja utworzona przez Sejm RP 13 lipca 2000 r. Jej zadaniem  jest koordynacja prac Sejmu oraz rządu w celu sprawnego zaimplementowania systemu prawnego Unii Europejskiej.
Komisja ta współpracuje z Komisją Integracji Europejskiej oraz przedkłada UKIE do zaopiniowania projekty ustaw.